# ITunes Session (EP de Shinedown)
 (mars 2023).
Si vous disposez d'ouvrages ou d'articles de référence ou si vous connaissez des sites web de qualité traitant du thème abordé ici, merci de compléter l'article en donnant les références utiles à sa vérifiabilité et en les liant à la section « Notes et références ».
Albums de Shinedown
Shinedown EP
(2006)
ITunes Session est le deuxième EP du groupe Shinedown, sorti en 2010.

## Liste des chansons
| No | Titre                    | Durée |
| -- | ------------------------ | ----- |
| 1. | The Crow & the Butterfly | 4:19  |
| 2. | Breaking Inside          | 3:49  |
| 3. | Sound of Madness         | 3:58  |
| 4. | Second Chance            | 3:43  |
| 5. | If You Only Knew         | 3:57  |
| 6. | Call Me                  | 3:43  |
| 7. | What a Shame             | 4:12  |
| 8. | Devour                   | 3:25  |